# Pendleton (Oregon)
Pendleton è un centro abitato (City) degli Stati Uniti d'America, situato nella contea di Umatilla dello Stato del Oregon. Nel 2006 la popolazione era di 17 310 abitanti.

## Geografia fisica
Secondo i rilevamenti dello United States Census Bureau, Pendleton si estende su una superficie di 26 km².